# Fontellas (Navarra)
Fontellas es una villa y un municipio español de la Comunidad Foral de Navarra, situado en la Merindad de Tudela, en el Comarca de Tudela y a 98 km de la capital de la comunidad, Pamplona. Su población en 2024 fue de 1022 habitantes (INE).
Por su término, además del río Ebro, discurren el Canal Imperial de Aragón y el de Lodosa, lo que permite cultivar una gran variedad de frutas y hortalizas.

## Símbolos
El escudo de armas de la villa de Fontellas tiene el siguiente blasón:

Trae de plata y un castillo de gules terrazado de sínople, donjonado de tres torres, la de en medio mayor, cada una con tres almenas de lo mismo, adjurado de tres puertas. En los flancos diestro y siniestro del centro, dos tejas de gules y en punta tres fuentes de azur en fondo de sínople.

Este era el antiguo sello de la villa, del cual hay constancia por pender de la carta de unidad que todos los representantes de los municipios navarros firmaron en Puente la Reina el año 1327. Este es un blasón parlante ya que las fuentes y tejas simbolizan el nombre de la localidad. En el siglo XIX utilizó un sello que consistía en cuatro estrellas puestas en cruz.

## Geografía
Integrado en la comarca de La Ribera, se sitúa a 98 kilómetros de Pamplona. El término municipal está atravesado por la Autopista Vasco-Aragonesa (AP-68) y por la Autovía del Ebro (A-68), además de por un tramo de la antigua N-232 que conecta con Tudela.  El relieve del municipio es predominantemente llano, salvo por el sur, donde se encuentran algunas elevaciones aisladas. La altitud oscila entre los 369 metros al sur (pico Volandín), en el límite con Ablitas, y los 250 metros a orillas del río Ebro. El pueblo se alza a 277 metros sobre el nivel del mar.
| Noroeste: Tudela        | Norte: Tudela | Nordeste: Cabanillas |
| Oeste: Tudela y Ablitas |               | Este: Ribaforada     |
| Suroeste: Ablitas       | Sur: Ablitas  | Sureste: Ribaforada  |

## Historia

### Prehistoria y Edad Antigua
Se encuentran en el término municipal varios yacimientos arqueológicos: Pedriñal (Eneolítico), El Bocal (Bronce final) y El Castellar (Hierro II).

### Edad Media
Fontellas existía como núcleo de población durante el periodo de dominio musulmán. Pasó a poder de los cristianos al conquistar Alfonso el Batallador la ciudad de Tudela en 1119.
Durante la Edad Media la villa de Fontellas fue un lugar de señorío (salvo breves periodos en los que se incorporó al patrimonio de la Corona) y permaneció en esta situación hasta la desaparición del régimen señorial, a mediados del siglo XIX.
El señorío de Fontellas se incorporó al linaje de los Peralta en 1438. A comienzos del siglo XVI pasó al linaje de los Gante, permaneciendo vinculado a esta familia hasta finales del siglo XIX.

### Edad Moderna
El inventario fiscal realizado tras la invasión castellana del Reino de Navarra en 1512, reflejaba que no paga "alcaba", que era un impuesto de la época, debido a que su población era enteramente musulmana.
El 10 de abril de 1793, Carlos IV concedió a José Joaquín Velaz de Medrano el título de marqués de Fontellas.

### Edad Contemporánea
Posteriormente la villa pasó a la familia Cavero, del linaje de los condes de Sobradiel. El 7 de febrero de 1898, la reina regente, María Cristina de Austria, concedió a Joaquín Cavero Sichar el título de conde de Gabarda.
La extinción del régimen señorial no modificó el régimen de propiedad, ya que las tierras y casas del término siguieron siendo propiedad de los condes. Esta situación se mantuvo hasta mediados del siglo XX. En 1953 la Diputación compró al conde de Gabarda 2000 robadas de regadío y años después 5200 de secano, distribuyéndolas en lotes o patrimonios familiares.

## Demografía

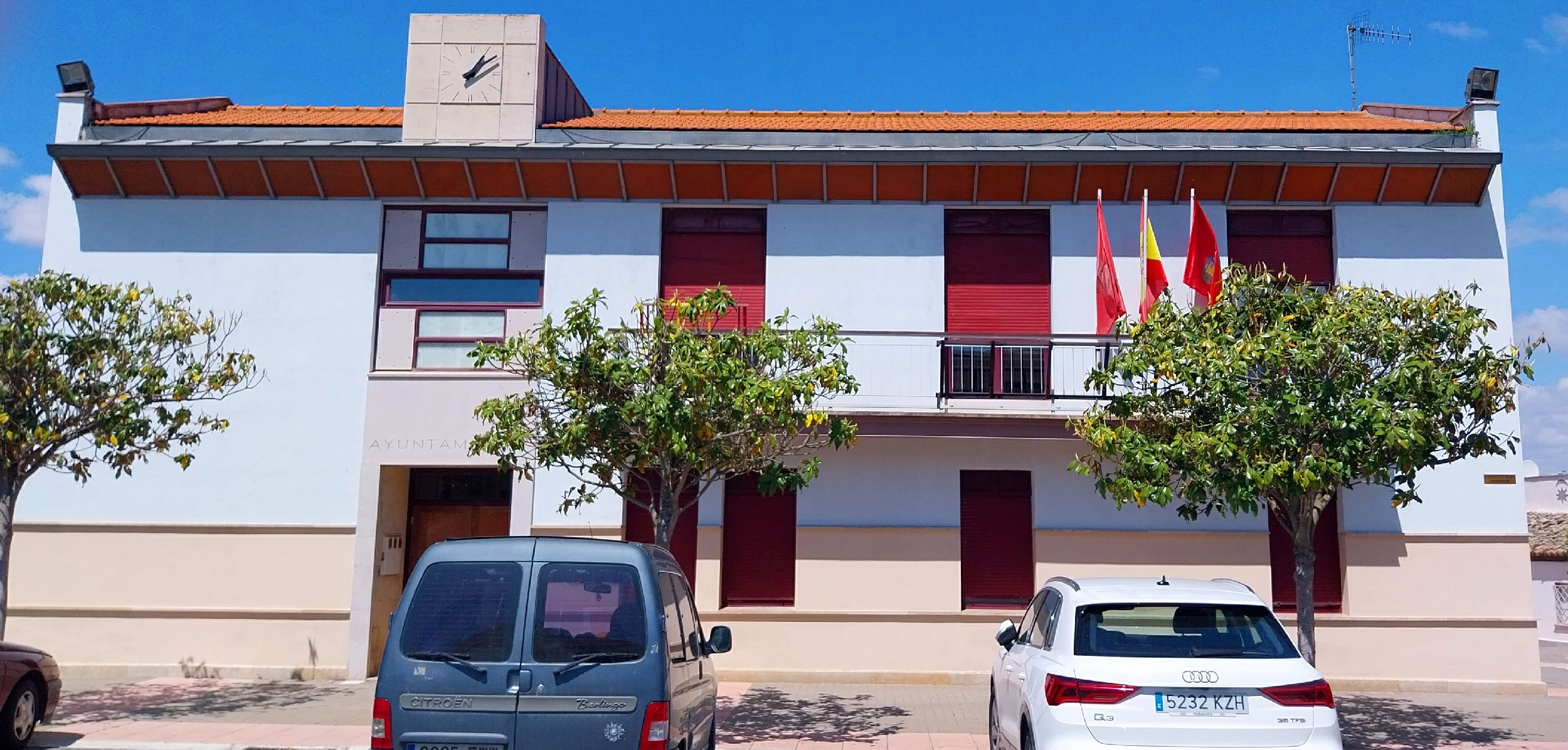
Ayuntamiento de Fontellas

Fontellsa cuenta con una población de 1022 habitantes (INE 2024).
| Gráfica de evolución demográfica de Fontellas entre 1842 y 2021 |
| |
| Población de derecho según los censos de población del INE Población de hecho según los censos de población del INEEn este censo se denominaba Fontellas y El Bocal: 1842 |

## Administración y política
Fontellas conforma un municipio el cual está gobernado por un ayuntamiento de gestión democrática desde 1979, formado por siete miembros elegidos en las elecciones municipales según está dispuesto en la Ley Orgánica del Régimen Electoral General. La sede del consistorio está situada en la plaza de los Fueros, n.º 1 de la localidad de Fontellas.
| Periodo   | Nombre                  | Partido | Partido                                  |
| --------- | ----------------------- | ------- | ---------------------------------------- |
| 1979-1999 | Máximo Francés Cornago  |         | Partido Socialista de Navarra (PSN-PSOE) |
| 1999-2015 | Andrés Agorreta Arriazu |         | Partido Socialista de Navarra (PSN-PSOE) |

| Partido político                             | 2019  | 2019       | 2015  | 2015       | 2011  | 2011       | 2007  | 2007       | 2003  | 2003       | 1999  | 1999       | 1995  | 1995       |
| Partido político                             | %     | Concejales | %     | Concejales | %     | Concejales | %     | Concejales | %     | Concejales | %     | Concejales | %     | Concejales |
| Partido Socialista de Navarra (PSN-PSOE)     | 54,06 | 4          | 47,60 | 4          | 48,79 | 4          | 47,29 | 4          | 34,74 | 3          | 41,67 | 3          | 60,08 | 4          |
| Navarra Suma (NA+)                           | 40,41 | 3          | —     | —          | —     | —          | —     | —          | —     | —          | —     | —          | —     | —          |
| Unión del Pueblo Navarro (UPN)               | —     | —          | 29,52 | 2          | 26,16 | 2          | 24,91 | 4          | 19,28 | 1          | 24,19 | 2          | 38,19 | 3          |
| Partido Popular (PP)                         | —     | —          | 19,00 | 1          | 19,85 | 1          | —     | —          | —     | —          | —     | —          | —     | —          |
| Izquierda-Ezkerra (I-E)                      | —     | —          | —     | —          | 2,06  | 0          | —     | —          | —     | —          | —     | —          | —     | —          |
| Nafarroa Bai (NaBai)                         | —     | —          | —     | —          | 1,67  | 0          | 5,23  | 0          | —     | —          | —     | —          | —     | —          |
| Candidatura Independiente de Fontellas (CIF) | —     | —          | —     | —          | —     | —          | 20,04 | 1          | 20,48 | 1          | —     | —          | —     | —          |
| Agrupación del Progreso de Fontellas (APF)   | —     | —          | —     | —          | —     | —          | —     | —          | 23,09 | 2          | —     | —          | —     | —          |
| Independientes de Navarra (IN)               | —     | —          | —     | —          | —     | —          | —     | —          | —     | —          | 32,32 | 2          | —     | —          |

## Cultura

### Patrimonio

#### Monumentos religiosos
El edificio parroquial, bajo la advocación de Nuestra Señora del Rosario, patrona de la localidad, es el único que presenta un cierto interés.
Fue erigido a mediados del siglo XVI y consta de una única nave de tres tramos, cabecera pentagonal y bóveda estrellada. Se adscribe al denominado estilo Reyes Católicos.
Posteriormente, en el siglo XIX, se realizó una pequeña ampliación, al construirse dos capillas laterales. También en esas fechas se construyó una nueva fachada de ladrillo.

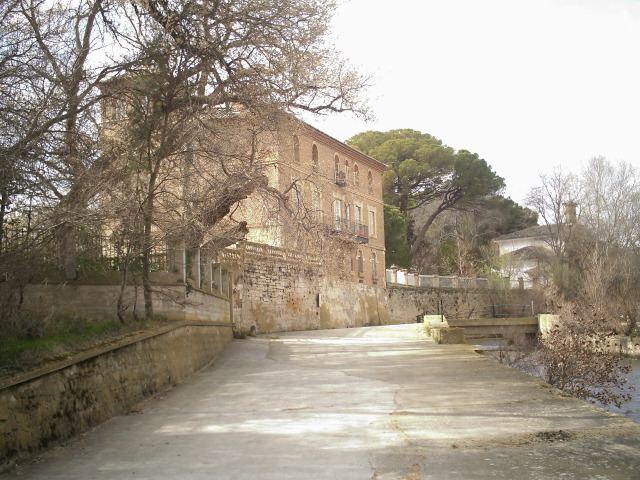
El palacio de Carlos V y ribera del río Ebro

#### El Bocal
Dentro del término de Fontellas se encuentra El Bocal Real. Es aquí donde tiene su origen el Canal Imperial de Aragón. La palabra "bocal" significa presa o azud que se levanta en un río con el fin de desviar su caudal.
Las primeras obras se iniciaron en 1528. El autor de esta primera presa fue Gil de Morlanés. De este periodo es también el Palacio de Carlos V, aunque posteriormente, en el siglo XIX sufrió importantes reformas. El Palacio está rodeado de un hermoso jardín, donde se pueden observar curiosas especies botánicas. Junto al mismo se encuentra la iglesia de San Carlos Borromeo (siglo XVIII).
En 1770 se inició la construcción de una nueva presa, aguas arriba de la anterior, que ya había quedado obsoleta. El impulsor de las mismas fue el canónigo zaragozano Ramón de Pignatelli. Para regular el caudal se edificó además, la Casa de Compuertas con once bocas. También se modificó el trazado del canal, dándole mayor profundidad y anchura, con el fin de que fuera navegable hasta Zaragoza.
Así mismo, entre el Palacio y el canal se construyó un poblado, que servía para albergar a los operarios encargados del mantenimiento, contando también con una posada para los viajeros que utilizaban el canal.

### Deporte
El Club Deportivo Fontellas es el club de fútbol de la localidad.

### Fiestas y eventos
- Fiestas patronales: primer jueves de septiembre
- Fiestas del cazador: mes de octubre
- Fiestas de la juventud: mes de mayo